# Resolució 1498 del Consell de Seguretat de les Nacions Unides
La Resolució 1498 del Consell de Seguretat de les Nacions Unides fou adoptada per unanimitat el 4 d'agost de 2003. Després de reafirmar les resolucions 1464 (2003) i 1479 (2003) sobre la situació a Costa d'Ivori, el Consell va renovar l'autorització concedida a la Comunitat Econòmica dels Estats de l'Àfrica Occidental (ECOWAS) i les forces franceses que operen al país per assistir al procés de pau durant sis mesos addicionals.
El Consell de Seguretat va reafirmar la sobirania, integritat territorial i la independència de Costa d'Ivori, a més dels principis de bon veïnatge, no interferència i cooperació. Va ser important que el Govern de Reconciliació Nacional estengués la seva autoritat a tot el país i que s'implementés un desarmament, desmobilització i un programa de reintegració.
La resolució va ampliar el mandat de les forces de l'Àfrica occidental i franceses i va demanar als dos que informessin sobre l'aplicació dels seus mandats. A principis de 2003, el Consell havia establert la Missió de les Nacions Unides a Costa d'Ivori.